# Новиков-Прибой, Алексей Силыч
Алексе́й Си́лыч Но́виков-Прибо́й (настоящее имя — Алексе́й Сила́нтьевич Но́виков; 12 [24] марта 1877, с. Матвеевское, Тамбовская губерния — 29 апреля 1944, Москва) — русский, советский писатель-маринист и публицист. Лауреат Сталинской премии Второй степени (1941).

## Биография
Родился 12 (24) марта 1877 года в селе Матвеевское Спасского уезда Тамбовской губернии в крестьянской семье. Отец, Силантий Филиппович, был кантонистом, отдал военной службе 25 лет. Мать была религиозной женщиной, мечтала о пострижении сына в монахи. Алексей обучался грамоте у дьячка, затем в церковно-приходской школе. Воспитывался в семье со старшим братом Сильвестром.
В 22 года был призван на военную службу и сразу вызвался охотником во флот. С 1899 по 1906 год — матрос Балтийского флота. Усиленно занимался самообразованием, посещал кронштадтскую воскресную школу. В 1903 году был арестован за революционную пропаганду. Как «неблагонадёжный» был переведён с крейсера «Минин» во 2-ю Тихоокеанскую эскадру на броненосец «Орёл». В 1903 году в газете «Кронштадтский вестник» была напечатана его статья, в которой он призывал матросов посещать воскресные школы. Участвовал в Цусимском сражении, попал в японский плен.
В плену у Новикова возникла мысль описать пережитое. Он начал сбор материала. В лагере в городе Кумамото, куда он попал, находились команды почти со всех кораблей, и матросы охотно делились воспоминаниями. Вернувшись из плена в родное село в марте 1906 года, Новиков написал два очерка о Цусимском сражении: «Безумцы и бесплодные жертвы» и «За чужие грехи», изданные под псевдонимом А. Затёртый. Брошюры были сразу же запрещены правительством.
В 1907 году Новиков был вынужден перейти на нелегальное положение, так как ему грозил арест за связь с революционерами. Он бежал сначала в Финляндию, а затем в угольном трюме торгового парохода — в Англию.
За годы эмиграции с 1907 по 1913 годы он побывал во Франции, Испании, Северной Африке, плавал матросом на судах торгового флота. С 1912 по 1913 год жил у М. Горького на Капри. В 1913 году Новиков в связи с амнистией, посвящённой 300-летию династии Романовых, вернулся в Россию.
Во время Первой мировой войны с 1915 по 1918 год работал в госпитале на санитарных поездах Земского союза.
Весной 1918 года Новиков был назначен начальником эшелона, отправленного в Барнаул для обмена мануфактуры на хлеб для Московского продкомбината. В июне 1918 года его снова направили в Барнаул с группой писателей и художников для культурно-просветительской работы. Остался на территории, занятой белыми, был мобилизован в армию адмирала Колчака, воевал с красными. Из-за затянувшихся боевых действий писатель жил в Барнауле до 1920 года, принимал участие в литературной жизни, в том числе в литературном объединении «Агулипрок».
В годы Великой Отечественной войны выступал со статьями и очерками о военных моряках, которые печатались на страницах газет «Правда», «Красный флот» и журналах «Краснофлотец», «Красноармеец» и др.
Был членом редколлегии журнала «Знамя», по его инициативе создан Дом творчества писателей в Малеевке под Москвой.
Скончался 29 апреля 1944 года, в Москве; похоронен на Новодевичьем кладбище (участок № 2).

А. С. Новиков-Прибой в период военно-морской службы

Могила А. С. Новикова-Прибоя на Новодевичьем кладбище в Москве

## Семья
Жена: Мария Людвиговна Новикова (Нагель), дочь Людвига Фёдоровича Нагеля, выпускника Московского университета, высланного из России в конце 1880-х годов за революционную деятельность. Будущие супруги познакомились в Лондоне в 1910 году, где Людвиг Фёдорович работал инженером на шоколадной фабрике и был активным деятелем русской диаспоры. Будучи атеистами Алексей и Мария не венчались, оформили брак они в 1926 году в Москве, уже имея двоих детей.
Дети: Анатолий, Игорь, Ирина. По воспоминаниям младшей дочери Ирины, отец хотел назвать её Цусимой в честь своего главного литературного труда, однако Мария Людвиговна согласия на такое не дала.
Племянники (дети брата Сильвестра): Полина, Егор, Мария, Анета, Иван, Пётр, Фёдор.

## Литературная деятельность
Наставником и учителем А. С. Новикова-Прибоя в литературе был Максим Горький. В 1911 году А. С. Новиков написал один из первых крупных рассказов «По-тёмному», в котором, используя факты из своей биографии, описал революцию 1905 года. Горький одобрил рассказ и помог опубликовать его в 1912 году в журнале «Современник» под псевдонимом А. Прибой. Позже Новиков скажет:
Горький поставил меня на ноги. После учёбы у него я твёрдо и самостоятельно вошёл в литературу.
Переехав в Лондон, А. С. Новиков продолжил литературную работу. Ко времени возвращения в Россию в 1913 году он был автором многих произведений. С 1914 года Новиков публикует небольшие статьи в российских журналах, впервые используя при этом псевдоним Новиков-Прибой, подсказанный ему Викентием Вересаевым, предложившим писателю объединить паспортную фамилию и псевдоним моряка. В том же 1914 году им был подготовлен сборник «Морские рассказы», однако книгу изъяли в наборе, напечатана она была только в 1917 году.
О своей поездке в Барнаул весной 1918 года в качестве начальника эшелона и в память о Максиме Пешкове — участнике поездки, Новиков-Прибой написал очерк «За хлебом».
Живя в Барнауле, А. С. Новиков-Прибой вошёл в круг местных писателей. Здесь им были написаны произведения «Певцы», «Под южным небом», «Две души», «Море зовёт», «Судьба» (автобиография), «За городом». Печатался он в журнале «Сибирский рассвет», 8-й номер вышел под его редакцией. В архиве Новикова-Прибоя (РГАЛИ) есть наброски о событиях в Барнауле 1918 года.
В 1927 году принял участие в коллективном романе «Большие пожары», публиковавшемся в журнале «Огонёк».
В конце 1920-х годов приступил к работе над своей главной книгой — исторической эпопеей «Цусима». Получив доступ к архивным документам, он изучил обширные исторические источники. В 1932 году вышло в свет первое издание «Цусимы».
Ему принадлежат также рассказы и повесть «Подводники» (1923), «Женщина в море» (1926), «Солёная купель» и др.
В 1942—1944 годах публиковал роман «Капитан первого ранга» (не закончен). В 1963 году вышло Собрание сочинений в 5 томах.
Произведения А. С. Новикова-Прибоя неоднократно переводились на иностранные языки, были экранизированы.

## «Цусима»
Еще в японском плену Новиков-Прибой в ходе бесед с уцелевшими матросами собирал материалы о Цусимском сражении. Отдельные очерки в 1906—1916 публиковались в печати — «Гибель эскадренного броненосца „Бородино“ 14 мая 1905 г.», «О гибели эскадренного броненосца „Ослябя“ и его экипажа 14 мая 1905 г.», «Печальная годовщина» и др. Но архив, дневники и записи свидетельств матросов почти со всех кораблей эскадры были утрачены надолго, брат писателя в с. Матвеевском спрятал архив, скрывая его на всякий случай от полиции, а потом не смог разыскать. Лишь через 15 лет сын уже умершего брата случайно нашёл бесценный архив в старом улье. Началась работа над романом о Цусиме, создание которого автор считал делом своей жизни.
1-е издание «Цусимы» вышло в 1932 году. Автор обратился через газеты ко всем участникам Цусимского боя с призывом предоставить ему свои воспоминания. Более 300 цусимцев прислали свои дневники, воспоминания, фотографии, рисунки. В 1940—1941 годах были написаны дополнительные главы.
В основе сюжета романа «Цусима» лежит конкретное историческое событие: поражение русского флота во время Русско-японской войны 1904—1905 годов. Но произведение перерастает свои сюжетные рамки, развертывает общую картину России тех лет, вскрывает причины её невзгод и бед. Новиков-Прибой был не только писателем, но также политиком, военным мыслителем, и он создал эпопею «Цусима» как патриотическое произведение, раскрывающее жизненные силы народа. Повествование ведется в основном от лица матроса Новикова; мы видим бездарность представителей командования и высших сфер, «представительных ничтожеств». На этом фоне тем более впечатляет героизм рядовых и лучших офицеров. Главные герои романа — моряки 2-й Тихоокеанской эскадры, среди них машинист Цунаев, матрос Бабушкин, кочегар Бакланов, минёр Дрозд и многие другие, дружески нарисован образ командира крейсера Родионова.
«Цусима» — главная книга Новикова-Прибоя, выдающийся вклад в русскую и мировую литературу. До 1941 года «Цусима» переиздавалась не менее 7 раз. От издания к изданию автор вносил дополнения и поправки в текст; основной считается 4-я редакция (1940). В дальнейшем «Цусима» была переведена на многие языки мира, отзывы на неё публиковались в журналах всех 5 континентов.

## Награды и премии

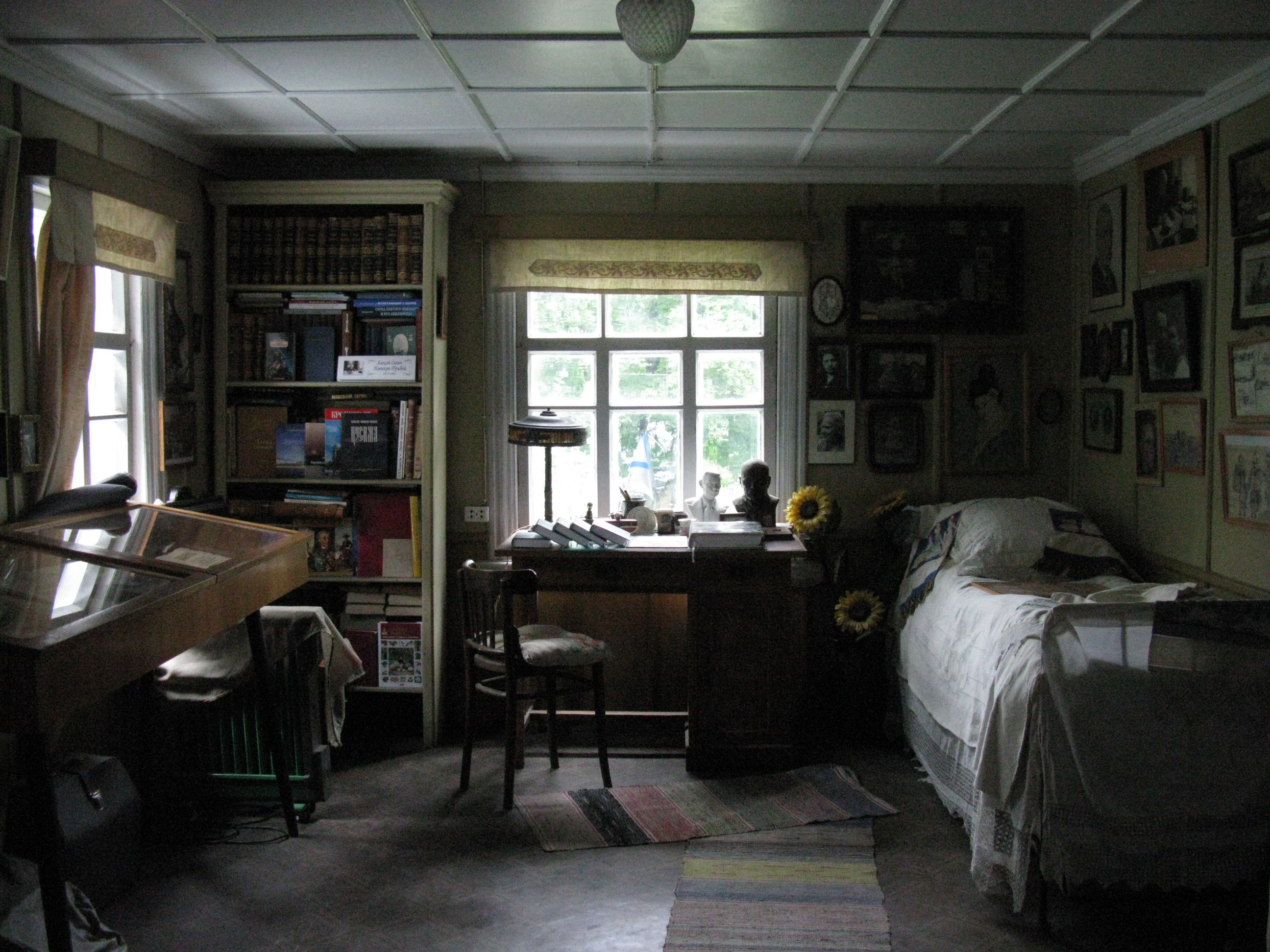
Одна из комнат дачи-музея А. С. Новикова-Прибоя в Черкизово

- орден Трудового Красного Знамени (31.1.1939)
- медали
- Сталинская премия второй степени (1941) — за 2-ю книгу романа «Цусима»[8]

## Память
- Имя Новикова-Прибоя носит круизный теплоход на Волге[9]

### Улицы, названные в честь А. Новикова-Прибоя
- Нижний Новгород,
- Иркутск,
- Киев,
- Донецк,
- Севастополь,
- Рязань,
- Тамбов,
- Сасово,
- Ликино-Дулёво,
- Никополь,
- Зубова Поляна (Мордовия),
- улица в посёлке Зайково (Ирбитский район),
- улица в посёлке Черкизово,
- набережная в Москве.

### Музеи
- В 1969 году дочь писателя Ирина Алексеевна Новикова (род. 1934) создала на даче писателя в Черкизово частный мемориальный музей, который работает до сих пор[10].
- В марте 1977 года в селе Матвеевское Сасовского района Рязанской области был открыт музей А. С. Новикова-Прибоя[11].

### В литературе
- А. С. Новикову-Прибою посвящён роман П. Низового «Океан» (1929)[12].
- Новиков-Прибой / Людмила Анисарова. - Москва : Молодая гвардия, 2012. - 341, [3] с., [16] л. ил., портр. ; 21 см. - (Жизнь замечательных людей : серия биографий). - ISBN 978-5-235-03523-2

### В филателии
В 1952 и 1977 годах в СССР были выпущены почтовые марки, посвящённые А. С. Новикову-Прибою.

Почтовые марки и конверты
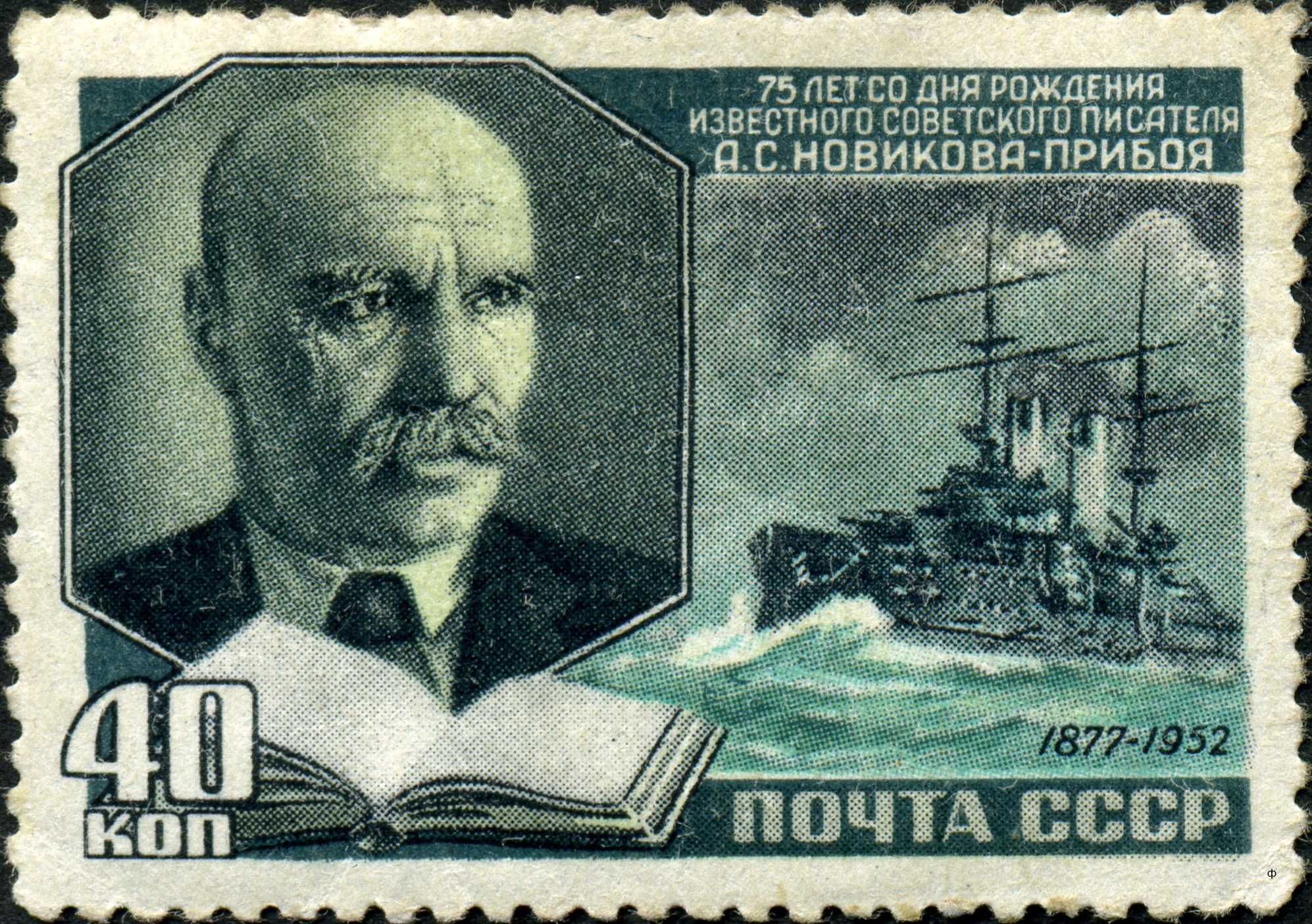
Почтовая марка СССР, 1952 год
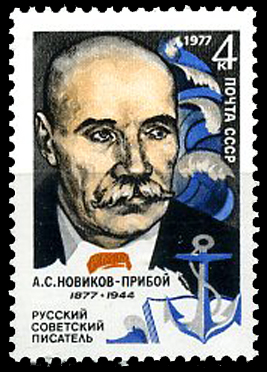
Портрет А. С. Новикова-Прибоя на почтовой марке СССР, 1977,  (ЦФА [АО «Марка»] #4684; Sc #4553)
Почтовый конверт СССР, 1967 год
Почтовый конверт СССР, 1977 год

## Библиография

Обложка брошюры А. Новикова-Прибоя «Безумцы и бесплодные жертвы», Санкт-Петербург, 1907

## Критика
В первой части «Цусимы» правдиво показана повседневная служба на судне, вторая часть представляет собой некую смесь собственных наблюдений автора с компиляцией сообщений других участников битвы и разных материалов. Недавние исследования (Westwood) показали, что в результате всё новых дополнений в последующие издания были внесены изменения — например, в изображение царского флота, а многие подробности не сходятся с историческими документами и с собственными текстами Новикова-Прибоя 1906—1907. Несмотря на то, что в языковом отношении морская проза Новикова-Прибоя довольно непритязательна, она являет собой увлекательное чтение и неоднократно переиздавалась.Немецкий литературный критик Казак В.

## Экранизации
- 1926 — Бухта смерти — по мотивам рассказа «В бухте Отрада»
- 1958 — Капитан первого ранга — по одноимённому роману
- 1977 — Ералашный рейс — по одноимённой повести